# Cylindrocorporidae
Cylindrocorporidae  (лат.)— семейство свободноживущих нематод из отряда Diplogasterida. Около 20 видов. Мелкие круглые черви, длина около 1 мм. Стома узкая и очень длинная. Хейлостома короткая, в виде склеротизированного кольца. Спикулы длинные. Наземные сапробионты, сапроксилобионты; ассоциированы с насекомыми (некоторыми жуками), земноводными и рептилиями.

## Систематика
Около 20 видов. Таксономический статус группы дискутируется. Иногда его синонимизируют в одно крупное семейство Diplogastridae S.l., принимаемое в широком объёме, и рассматривают в статусе надсемейства Diplogasteroidea.
- Cylindrocorpus Goodey, 1939 (ранее в составе рода Myctolaimus)
  - Cylindrocorpus anoplophorae Kanazki & Futai, 2004 — Япония, в жуках Anoplophora malasiana (Coleoptera)
  - Cylindrogaster curzii Goodey, 1935
  - Cylindrocorpus erectus Massey, 1960
  - Cylindrocorpus goodeyi Rьhm, 1959
  - Cylindrocorpus inevectus Poinar, Jackson, Bell & Wahid, 2003
  - Cylindrocorpus rifflei Massey & Hinds, 1970
  - Cylindrocorpus walkeri Hunt, 1980
  - Cylindrocorpus zamithi Lordello, 1953
- Goodeyus Chitwood, 1933 (или в составе рода Myctolaimus)
  - Goodeyus ulmi Goodey, 1930
- Longibucca Chitwood, 1933
  - Longibucca catesbeianae de Souza, de Toledo-Artigas & Laterca-Martins, 1994 —хозяин лягушка-бык (Rana catesbeiana)
  - Longibucca lasiura McIntosh & Chitwood, 1934
    - =Longibucca eptesica Elsea

  - Longibucca vivipara Chitwood, 1933
- Myctolaimus Cobb, 1920
  - Myctolaimus curzii (Goodey, 1935)
  - Myctolaimus kishtwarensis Hussain, Tahseen, Khan & Jairajpuri, 2004
  - Myctolaimus macrolaimus A. Schneider, 1866
  - Myctolaimus neolongistoma Hussain, Tahseen, Khan & Jairajpuri, 2004
  - Myctolaimus pellucidus Cobb, 1920
  - Myctolaimus platypi Kanzaki, Kobayashi, Nozaki & Futai, 2006 — Япония, в жуках Platypus quercivorus (Coleoptera)
  - Myctolaimus vitautasi Korenchenko, 1975
- Protocylindrocorpus Ruhm, 1959 (или в составе родов Cylindrocorpus и Myctolaimus)
- Protodiplogasteroides (или в составе рода Pseudodiplogasteroides)
  - Protocylindrocorpus dendrophilus Kinn, 1984 — ассоциирован с сосной Pinus elliottii
- Pseudodiplogasteroides Kurner, 1954 (Pseudodiplogasteroididae)
  - Pseudodiplogasteroides compositus Kurner, 1954
  - Pseudodiplogasteroides saperdae Ruhm, 1956